# Жак Офенбах
Жак Офенбах (фр. Jacques Offenbach; Келн, 20. јун 1819 — Париз, 5. октобар 1880) француски композитор и челиста немачког порекла који је изградио прототип француске оперете и значајно допринео њеној популарности. Имао је велик утицај на касније композиторе опере. Компоновао је тачно 99 оперета, од којих су најпознатије оперете „Плавобради“,„Париски живот“,„Орфеј у подземљу“ (из које је и чувени плес кан-кан), „Лепа Јелена“ и опера „Хофманове приче“.